# Kihelkonna (gemeente)
Kihelkonna (Estisch: Kihelkonna vald) is een voormalige gemeente in de Estlandse provincie Saaremaa. De gemeente telde 748 inwoners (1 januari 2017) en had een oppervlakte van 247,8 km². De vroegere gelijknamige hoofdplaats heeft de status van vlek (alevik). Het eiland Vilsandi hoorde bij de gemeente. Ongeveer de helft van de gemeente werd in beslag genomen door het schiereiland Tagamõisa.
De gemeente werd in oktober 2017 bij de gemeente Saaremaa gevoegd, een fusiegemeente van alle twaalf gemeenten op het eiland Saaremaa.

## Indeling
De gemeente telde naast de hoofdplaats 41 dorpen:
Abaja, Abula, Kallaste, Kalmu, Karujärve, Kehila, Kiirassaare, Kõõru, Kõruse, Kotsma, Kuralase, Kuremetsa, Kurevere, Kuumi, Kuusiku, Läägi, Lätiniidi, Liiva, Loona, Mäebe, Metsaküla, Neeme, Odalätsi, Oju, Pajumõisa, Pidula, Rannaküla, Rootsiküla, Sepise, Tagamõisa, Tammese, Tohku, Undva, Üru, Vaigu, Varkja, Vedruka, Veere, Viki, Vilsandi, Virita.

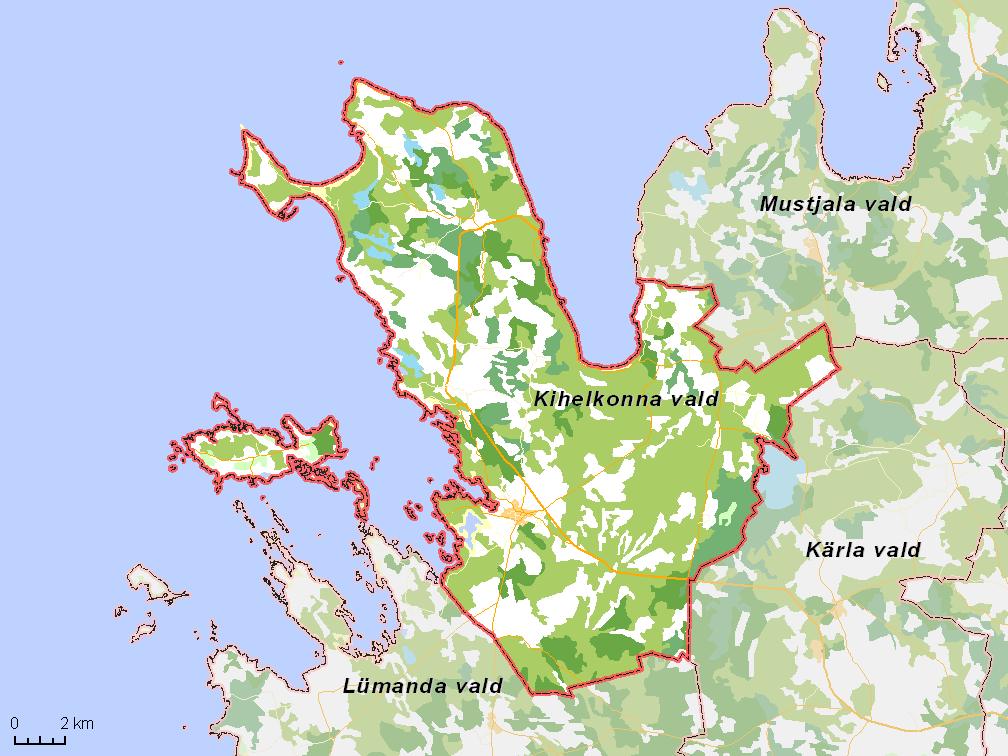
De gemeente met omliggende gemeenten, situatie begin 2014